# Mazda Sports Club Toyo Kogyo Soccer Club 1981
Questa voce raccoglie le informazioni riguardanti il Mazda Sports Club Toyo Kogyo Soccer Club nelle competizioni ufficiali della stagione 1981.

## Stagione
Presentatosi ai nastri di partenza della stagione con un nuovo nome (a quello già esistente fu aggiunta la dicitura Mazda Sports Club) e con uno staff tecnico capeggiato dall'ex giocatore Teruo Nimura, il club fu eliminato nelle fasi preliminari delle coppe mentre in campionato riuscì a evitare gli spareggi promozione-salvezza nonostante un calo nell'ultima parte del campionato e la sconfitta nello scontro diretto con il Nippon Steel.

## Rosa
| N. |                     | Ruolo | Calciatore         |
| -- | ------------------- | ----- | ------------------ |
|    | Giappone (bandiera) | P     | Yoshihiko Nosohara |
|    | Giappone (bandiera) | D     | Shigekazu Nakamura |
|    | Giappone (bandiera) | D     | Hideo Ohara        |
|    | Giappone (bandiera) | D     | Haruo Kotaki       |
|    | Giappone (bandiera) | D     | Atsuyoshi Furuta   |
|    | Giappone (bandiera) | D     | Teruhiro Miyazaki  |
|    | Giappone (bandiera) | D     | Katsuyuki Kawachi  |

| N. |                     | Ruolo | Calciatore             |
| -- | ------------------- | ----- | ---------------------- |
|    | Brasile (bandiera)  | C     | Marcos Nozomi Munakata |
|    | Giappone (bandiera) | C     | Yoshiichi Watanabe     |
|    | Giappone (bandiera) | C     | Shinichiro Takahashi   |
|    | Giappone (bandiera) | A     | Shinichi Yasuhara      |
|    | Giappone (bandiera) | A     | Minoru Yamade          |
|    | Giappone (bandiera) | A     | Shigetomi Nakano       |

## Statistiche

### Statistiche di squadra
| Competizione          | Punti | Totale | Totale | Totale | Totale | Totale | Totale | DR  |
| Competizione          | Punti | G      | V      | N      | P      | Gf     | Gs     | DR  |
| --------------------- | ----- | ------ | ------ | ------ | ------ | ------ | ------ | --- |
| JSL Division 1        | 13    | 18     | 4      | 5      | 9      | 15     | 27     | -12 |
| JSL Cup               | -     | 1      | 0      | 0      | 1      | 0      | 2      | -2  |
| Coppa dell'Imperatore | -     | 1      | 0      | 0      | 1      | 1      | 2      | -1  |
| Totale                |       | 20     | 4      | 5      | 11     | 16     | 31     | -15 |